# Ford Figo
Ford Figo – samochód osobowy klasy miejskiej produkowany pod amerykańską marką Ford w latach 2010 – 2021.

## Pierwsza generacja

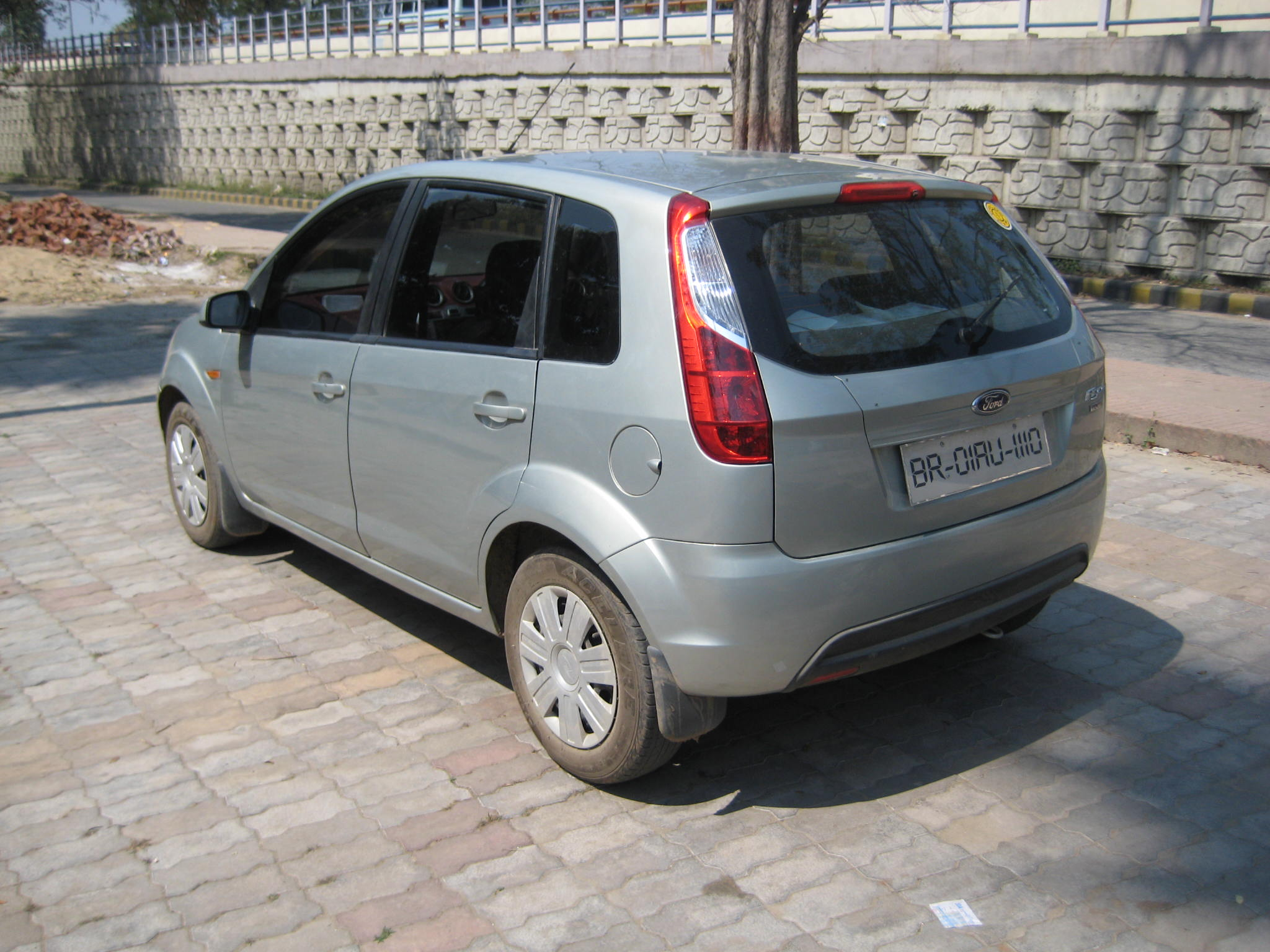
Ford Figo I - tył

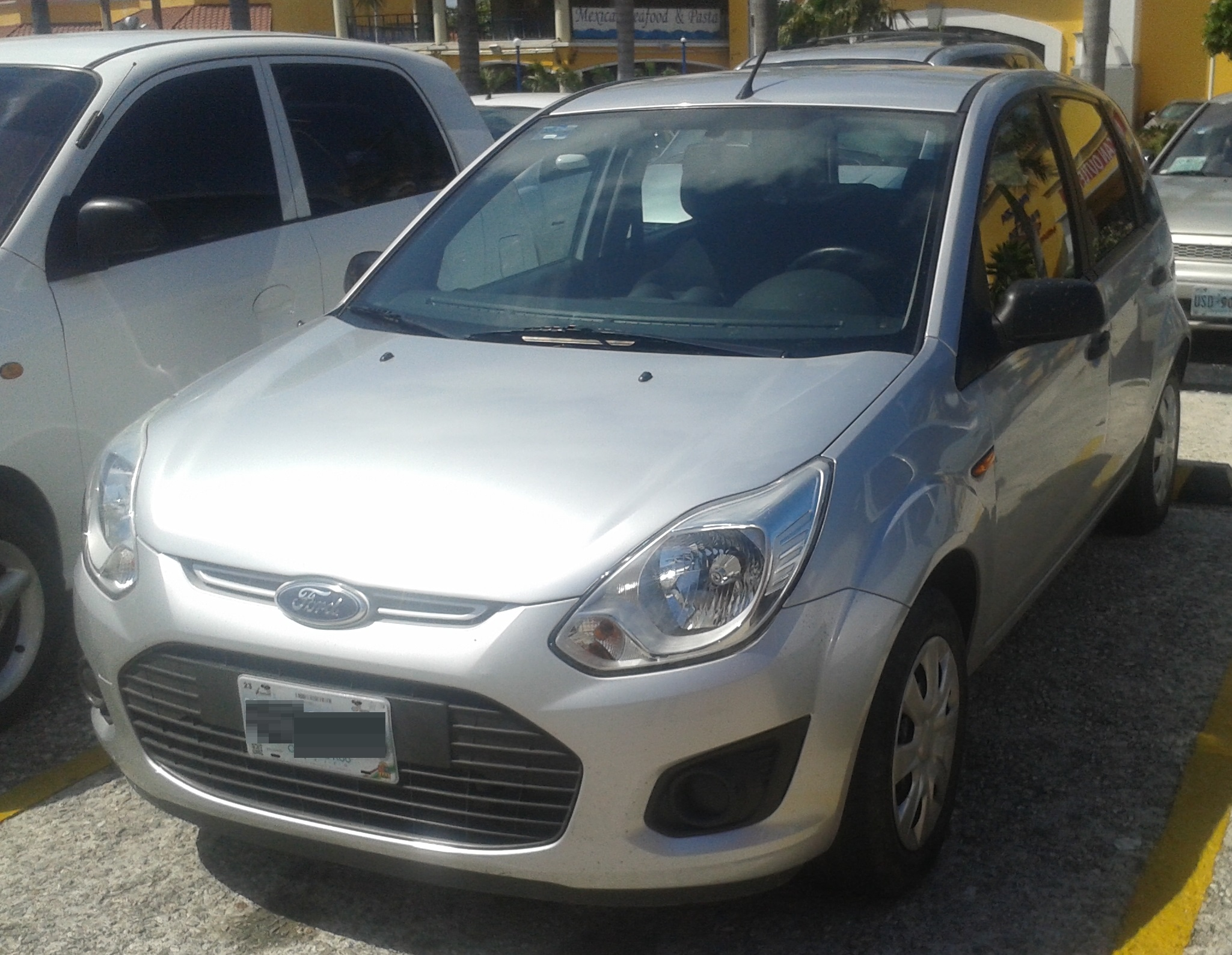
meksykański Ford Fiesta Ikon

Ford Figo I został zaprezentowany po raz pierwszy w 2010 roku.
Na salonie samochodowym New Delhi we wrześniu 2009 roku Ford zdecydował się przedstawić nowy, budżetowy samochód miejski na rynek Indii i Afryki Południowej. Figo zostało opracowane na zmodernizowanej platformie Forda Fiesty VI, de facto będąc jego głęboko zmodernizowaną wersją pod kątem wizualnym. Sprzedaż modelu ruszyła w marcu 2010 roku. Auto eksportowane będzie także do kilku afrykańskich krajów.

### Meksyk
Pierwsza generacja Forda Figo była ofertowana także na rynku meksykańskim jako wersja hatchback modelu Ikon, jako Ford Fiesta Ikon. Pozostał w tamtej ofercie do 2010 roku.

### Silniki
- L4 1.2l Zetec
- L4 1.4l Duratorq

## Druga generacja

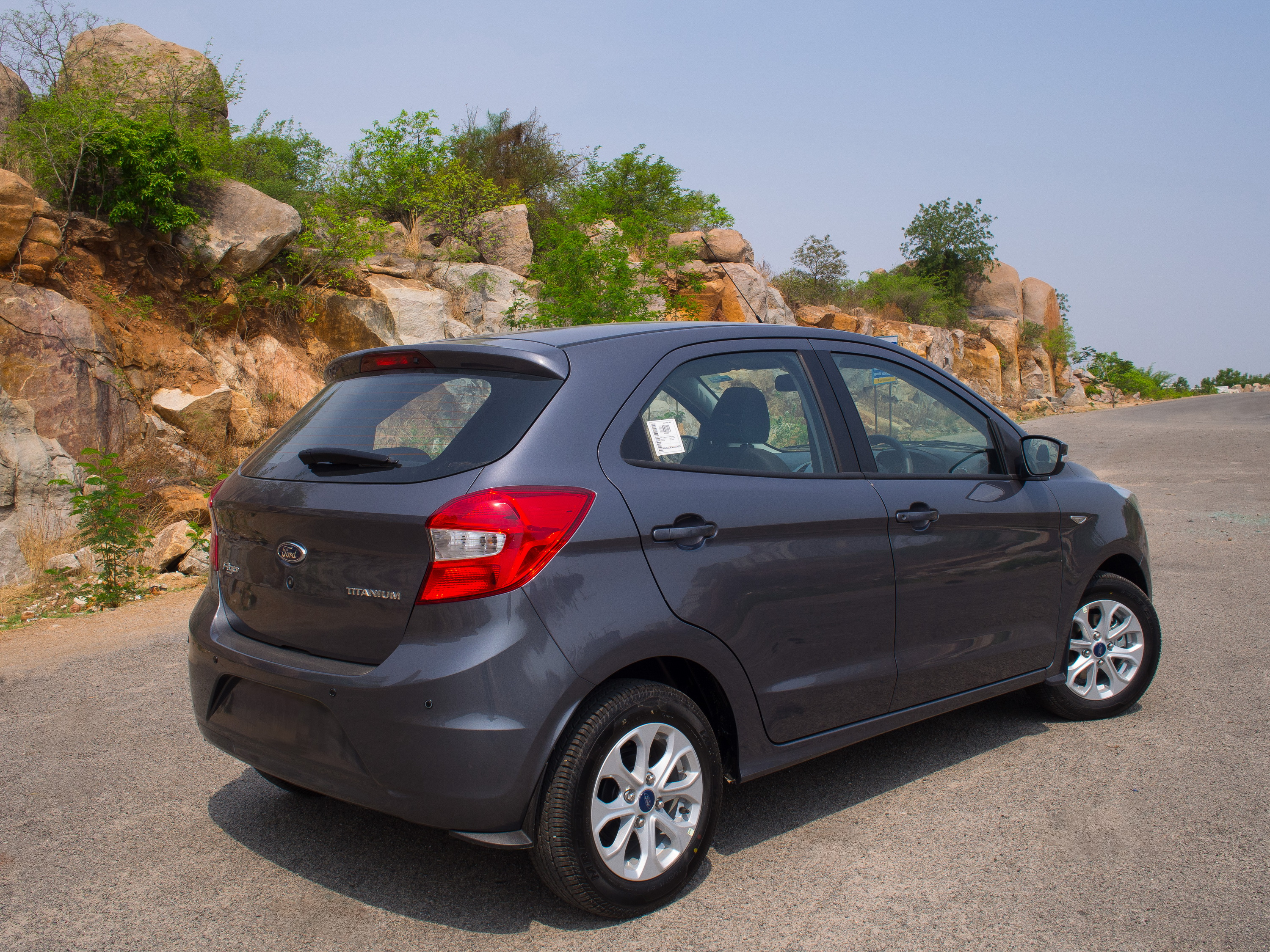
Ford Figo II – tył

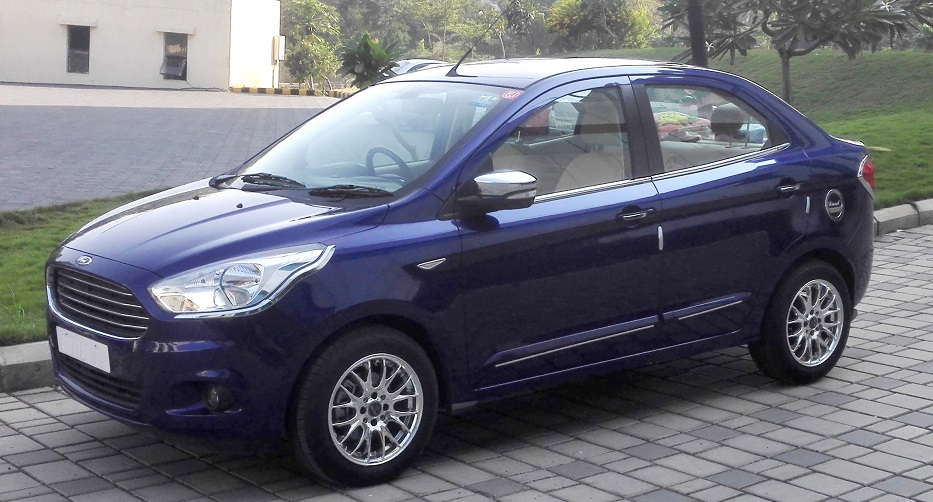
Ford Figo Aspire

Ford Figo II został zaprezentowany po raz pierwszy w 2015 roku.
Na opracowanie drugiej generacji Figo Ford zdecydował się w 2014 roku, we wrześniu 2015 roku prezentując zupełnie nowy model. Tym razem nie była to konstrukcja powstała wyłącznie z myślą o tym modelu, lecz globalny model znany w Ameryce Południowej jako Ford Ka trzeciej generacji i Ford Ka+ w Europie.
W porównaniu do poprzednika Figo II stało się większe, co przekładało się na przestronniejszą kabinę pasażerską.

### Figo Aspire
Po raz pierwszy na wewnętrznym, indyjskim rynku oferta nadwoziowa Figo została rozbudowana o innego, niż oferowanego w Afryce Południowej, tzw. krótkiego sedana zbudowanego specjalnie o specyfice lokalnego wynikającej z przepisów - samochody o długości poniżej 4 metrów obłożone są niższymi podatkami federalnymi. Model Aspire wyróżniał się trójbryłową, jednak nieznacznie dłuższą karoserią.

### Silniki
- L4 1.2l Ti-VCT
- L4 1.5l Ti-VCT
- L4 1.5l TDCi